# Georges Cuvier

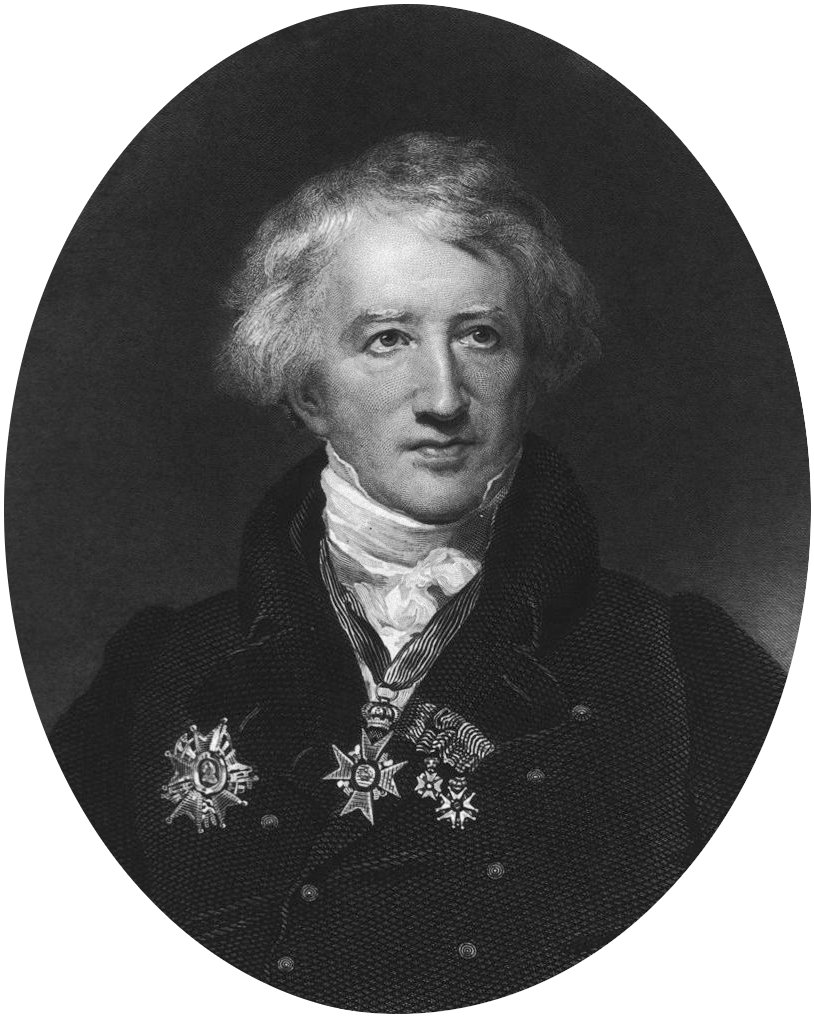
Georges Cuvier

Baron Georges Léopold Chrétien Frédéric Dagobert Cuvier (23. srpna 1769 – 13. května 1832) byl francouzský přírodovědec a zoolog. Byl starším bratrem přírodovědce Frédérica Cuviera. Působil jako vůdčí osobnost pařížských vědeckých kruhů začátku 19. století, spoluzakládal komparativní paleontologii svým srovnáváním živých zvířat s fosíliemi. Jeho práce patří k zakladatelským dílům paleontologie obratlovců.

## Život

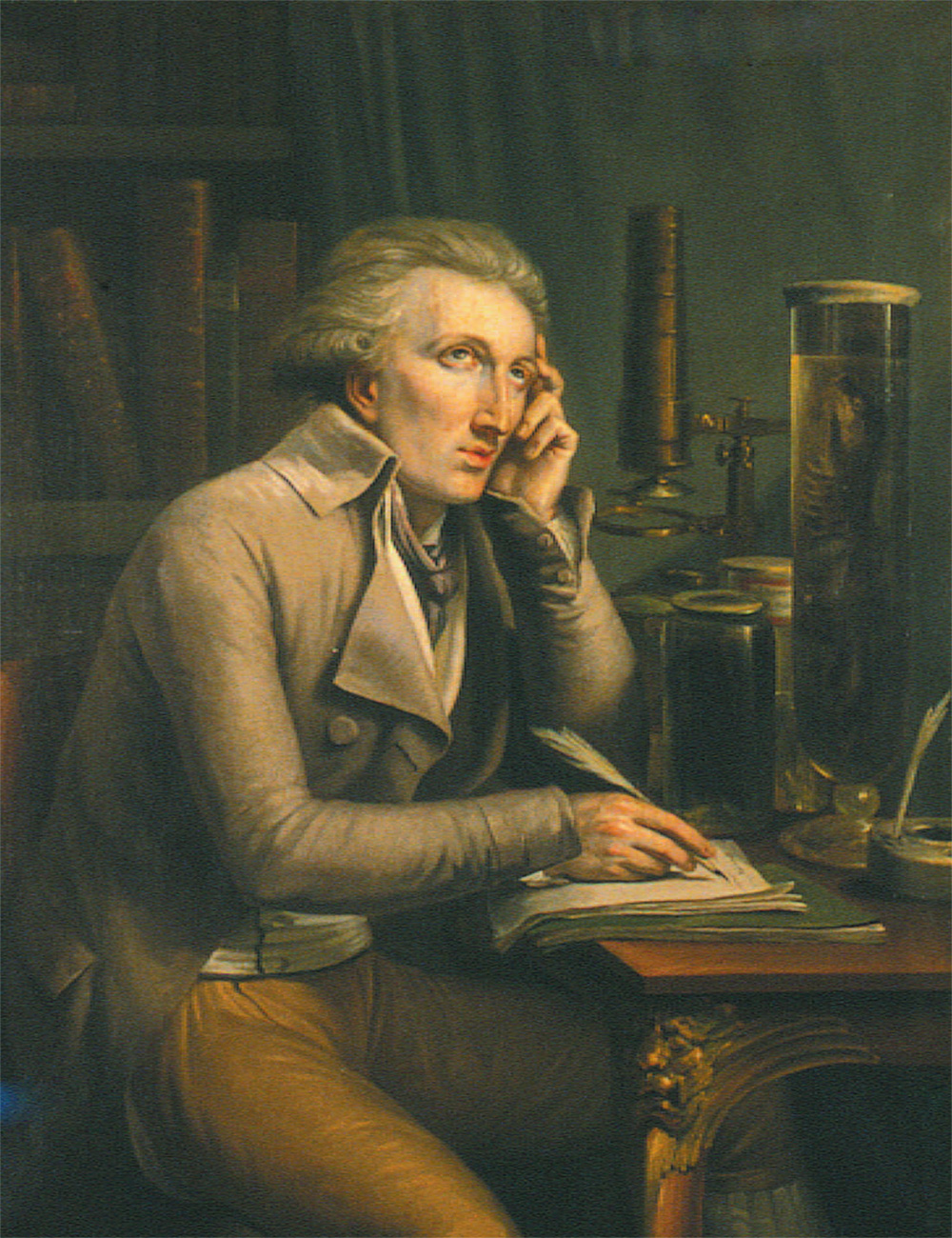
Portrét G. Cuviera od M.-I. van Brée

Narodil se u Mömpelgardu (nynějšího Montbéliardu) a dostal jméno Johann Leopold Nicolaus Friedrich Kuefer. Byl synem důstojníka ve výslužbě pocházejícího z protestantské rodiny, která opustila kraj Jura na francouzsko-švýcarských hranicích kvůli náboženskému pronásledování.
Inspirován díly Linného se začal brzy zajímat o výzkum přírodních jevů. Po čtyřech letech strávených na studiích ve Stuttgartu přijal povolání vychovatele v Normandii v rodině hraběte d’Héricy. Tam se setkal s agronomem Henri Tessierem (ten uprchl z Paříže před velkým terorem), který ho doporučil svým přátelům v Paříži. Cuvier byl po další korespondenci s přírodovědcem Étiennem Geoffroyem Saint-Hillairem v roce 1795 jmenován asistentem profesora srovnávací anatomie v Národním muzeu přírodní historie.
Ve stejném roce byl založen Institut de France a Cuvier byl zvolen jeho členem. Při otevření národního institutu v roce 1796 přednesl svou první paleontologickou přednášku, která byla později publikována pod titulem Mémoires les sur espèces d'éléphants vivants et fossiles, ve které analyzoval kosterní pozůstatky současných indických a afrických slonů a fosílie mamutů a dosud záhadné "zvíře z Ohia". Jako první došel k závěru, že afričtí a indičtí sloni jsou rozdílným druhem a mamuti rovněž. Ono zvíře z Ohia později pojmenoval mastodon.
V roce 1799 se stal profesorem dějin přírody na Collège de France. Později vykonával krátce povolání ve státních službách, ale vrátil se do Paříže, když ho jmenovali stálým tajemníkem oddělení fyzikálních a přírodních věd Národního Institutu. Od té doby se věnoval hlavně třem směrům výzkumu: třídění měkkýšů, srovnávací anatomii ryb a fosíliím savců a plazů a osteologii jejich žijících příbuzných.
V roce 1812 (někdy se uvádí 1821) pronesl Cuvier svůj proslulý tzv. „zbrklý výrok“ – „Naděje na objevení nového velkého druhu zvířete je velmi malá.“ Od tohoto data ale bylo objeveno ještě mnoho takových druhů.
Vedle bohatého výzkumu vykonával Cuvier mnoho veřejných funkcí v Národním institutu a vědě a vzdělávání obecně. Napoleon Bonaparte ho jmenoval do rady Císařské univerzity, kterou tři roky dokonce vedl. Vedl úřady vzdělávání pro alpské nebo porýnské oblasti připojené k Francii za Napoleonových tažení. Před pádem Napoleona byl přijat v roce 1814 do státní rady a jeho pozici neovlivnila ani restaurace Bourbonů na francouzský trůn. Vedl univerzitu, kde jako luterán dohlížel hlavně na fakultu protestantské teologie.

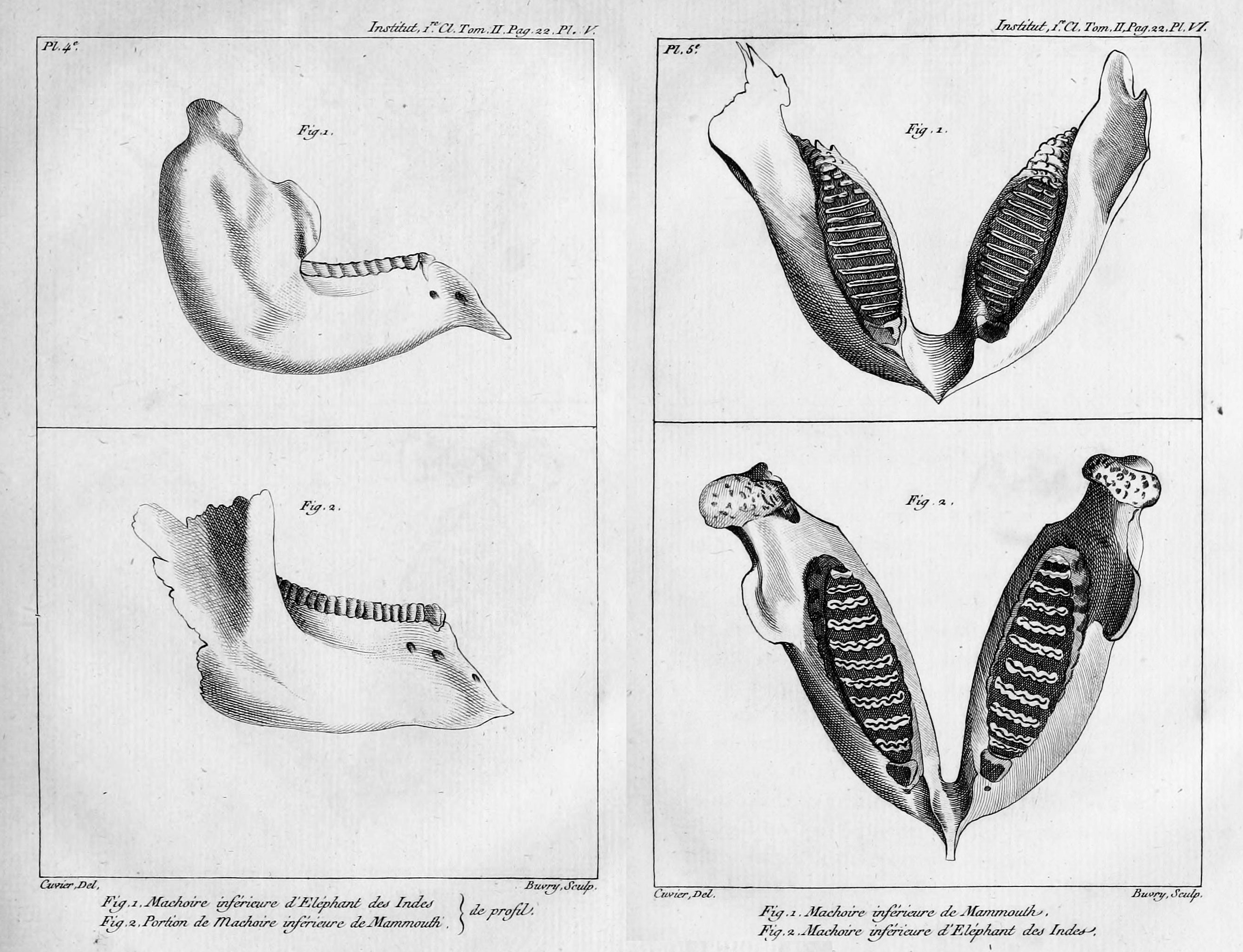
Ilustrace čelisti slona indického a mamutí čelisti z Cuvierovy práce o žijících a vyhynulých chobotnatcích, vydané v roce 1796

## Ocenění
V roce 1826 byl vyznamenán jako velkodůstojník čestné legie. Další civilní ocenění vyvrcholila jmenováním ministrem vnitra v roce 1832, brzy na to ale zemřel během epidemie cholery v Paříži. Je jedním ze 72 významných mužů, jejichž jméno je zapsáno na Eiffelově věži v Paříži.
Na Cuvierovu počest byl pojmenován kráter na měsíci Cuvier a asteroid (9614) Cuvier.
Jeho jménou nesou i plazi Anolis cuvieri, Bachia cuvieri a Oplurus cuvieri, stejně jako savec Proechimys cuvieri, či ptáci Regulus cuvieri, Phaeochroa cuvierii a poddruh tukana bledohrdého Ramphastos tucanus cuvieri (pojmenovaný po něm nebo jménem jeho bratra Frédérica). V roce 1820 byl zvolen členem akademie Leopoldina.

## Dílo
V roce 1798 vydal svou první samostatnou vědeckou publikaci Tableau élémentaire de l'Histoire naturelle des animaux, souhrn svých přednášek. O dva roky později následovaly pětisvazkové Leçons d'anatomie comparée.

### Měkkýši
První práce o měkkýších vydal už v roce 1792, ale většina pochází z let 1802 až 1815, vydané v roce 1817 souborně jako Mémoires pour servir de l'histoire et a l'anatomie des mollusques.

### Ryby
Cuvierovy výzkumy o rybách začaly v roce 1801, jejich vrcholem byl popis 5000 druhů ryb Histoire naturele des poissons (společně se svým žákem a následovníkem, Achillem Valenciennesem).

### Paleontologie a osteologie

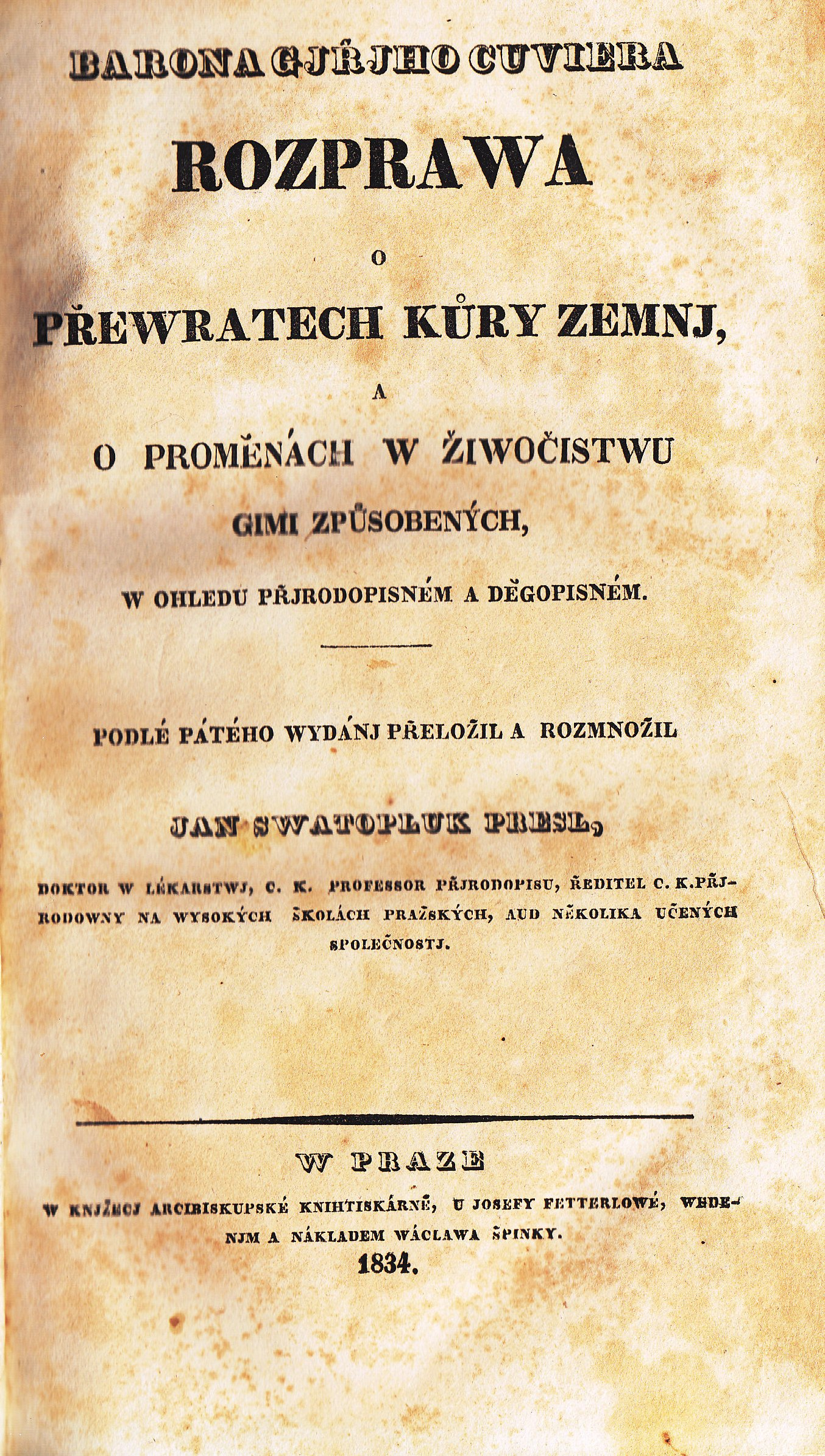
Rozprawa o přewratech kůry zemnj, Praha, 1834

V této oblasti vydal Cuvier celou řadu monografií, které navazovaly na jeho prvotní přednášku z roku 1796. Částečně se věnoval kosterním pozůstatkům vyhynulých zvířat, částečně výzkumu koster žijících druhů a jejich porovnávání. Do druhé skupiny patří například práce o osteologii nosorožce indického, tapíra ad. Ještě více prací vydal o vyhynulých druzích – například o fosíliích pocházejících z eocenního  naleziště na Montmartru. Cuvier se také proslavil definitivním vyřešením hádanky „Člověka – svědka potopy“, tedy fosilní kostry, kterou v 17. století považovali někteří učenci za pozůstatky dítěte, které zahynulo při biblické potopě. Cuvier dokázal, že se jedná o fosílie třetihorního velemloka.
Z druhohorní éry popsal baron Cuvier zejména dva velmi známé zástupce pravěkých plazů, ačkoliv ani v jednom případě nešlo o dinosaury. Byl to velký mořský plaz Mosasaurus, objevený již kolem roku 1764 v Holandsku, a dále ptakoještěr Pterodactylus, objevený zhruba ve stejné době na území Bavorska. Toho Cuvier formálně popsal roku 1809, ovšem pouze jako rod, nikoliv druh (ten byl stanovem německým přírodovědcem Sommeringem až roku 1812 jako P. antiquus).
Výsledky Cuvierovy práce byly shrnuty ve dvou sebraných dílech, Recherches sur les fossiles ossements de quadrupedes vydané v Paříži v roce 1812 a Discours sur les revoluce de la surface du globus (Paříž, 1825). Ve druhé z nich už formuloval svou vědeckou teorii katastrofismu.

### Království zvířat
Nejslavnějším jeho dílem je ale Království zvířat (úplný titul zní Règne Animal distribué d'après son Organisation pour servir de base à l'Histoire Naturelle des Animaux et d'Introduction à l'Anatomie Comparée), jehož první vydání ve čtyřech osmisvazkových sériích pochází z roku 1817, druhé v pěti svazcích z let 1829–1830. V tomto monumentálním díle Cuvier shrnuje celý svůj předchozí výzkum. S výjimkou části o hmyzu připsané jeho příteli Pierru André Latreilleovi napsal celé dílo sám.

### Historické dílo
Jako vedoucí činovník vzdělávacích a vědeckých institucí zpracoval Cuvier řadu pojednání o jejich historii, např. Rapport historique sur le progrès des sciences physiques depuis 1789.